# Marcy-l'Étoile
Marcy-l'Étoile es una comuna francesa situada en la Metrópoli de Lyon, de la región de Auvernia-Ródano-Alpes. Pertenece a la aglomeración urbana de Lyon.

## Demografía
| 439 | 484 | 683 | 1 033 | 2 599 | 3 091 | 3 302 | 3 598 | 3 657 |
| Para los censos de 1962 a 1999 la población legal corresponde a la población sin duplicidades (Fuente: INSEE [Consultar]) |     |     |       |       |       |       |       |       |